# 호러와 테러
무서움(영어: horror 호러[*])과 두려움(영어: terror 테러[*])는 고딕물에 있어 서로 구분되는 심리적 개념으로서 존재한다. "두려움"이란 앞으로 무시무시한 경험을 하게 될 것을 예상함으로 인해 발생하는 감정이다. 이에 반해 "무서움"이란 무언가 공포스러운 것을 보거나, 듣거나, 경험했을 때 발생하는 혐오감으로서, 무언가 끔찍한 것을 인지했거나 매우 불쾌한 무언가를 경험하고 나서 발생하는 감정이다. 달리 말해, 무서움은 충격과 공포(소위 겁을 먹는)와 관계가 깊으며, 두려움은 불안과 우려와 관계가 깊다고 할 수 있다. 또한 두려움과 혐오감이 복합된 것이 무서움이라고 하기도 한다.

## 공포, 무력감, 트라우마
공포영화/책을 통해 경험하는 쾌락의 역설은 부분적으로는 놀이 속 공포 경험을 통해 실제 공포로부터의 안도감에서 비롯된 것으로, 부분적으로는 성인이 되어 유아기의 무력감이라는 마비된 감정으로 되돌아갈 수 있는 안전한 방법으로 설명될 수 있다.
무력감은 심리적 트라우마 속에서 실제 공포를 압도적으로 경험하는 요인이기도 하다. 트라우마를 다시 경험하는 것은 트라우마를 극복하는 데 도움이 될 수 있다.

## 같이 보기
- 공포
- 악몽
- 초현실주의

## 참고 자료
- Steven Bruhm (1994) Gothic Bodies: The Politics of Pain in Romantic Fiction. Philadelphia: University of Pennsylvania Press.
- Gary Crawford (1986) "Criticism" in J. Sullivan (ed) The Penguin Encyclopedia of Horror and the Supernatural.
- Ann Radcliffe (1826) "On the Supernatural in Poetry" in The New Monthly Magazine 7, 1826, pp 145–52.
- Devendra Varma (1966) The Gothic Flame. New York: Russell and Russell.
- Gina Wisker (2005) Horror Fiction: An Introduction. New York: Continuum.
- Angela Wright (2007) Gothic Fiction. Basingstoke: Palgrave.
- Julian Hanich (2010) Cinematic Emotion in Horror Films and Thrillers. The Aesthetic Paradox of Pleasurable Fear. New York: Routledge.